# Candida pseudolambica
Candida pseudolambica är en svampart som beskrevs av M.T. Sm. & Poot 1989. Candida pseudolambica ingår i släktet Candida, ordningen Saccharomycetales, klassen Saccharomycetes, divisionen sporsäcksvampar och riket svampar.   Inga underarter finns listade i Catalogue of Life.